# Filchnerella lanchowensis
Filchnerella lanchowensis är en insektsart som beskrevs av Zheng, Z. och Gow 1981. Filchnerella lanchowensis ingår i släktet Filchnerella och familjen Pamphagidae. Inga underarter finns listade i Catalogue of Life.